# AT&T Pro-Am
Le AT&T Pebble Beach est un tournoi masculin de golf comptant pour le PGA Tour. Ce tournoi se joue en février à Pebble Beach, en Californie. 

## Palmarès
| année                                          | Vainqueur                                                                         | Nationalité                                                                       |
| ---------------------------------------------- | --------------------------------------------------------------------------------- | --------------------------------------------------------------------------------- |
| Bing Crosby Pro-Am Formerly 6 days now only 4. |                                                                                   |                                                                                   |
| 1937                                           | Sam Snead                                                                         | États-Unis                                                                        |
| 1938                                           | Sam Snead                                                                         | États-Unis                                                                        |
| 1939                                           | E.J. "Dutch" Harrison                                                             | États-Unis                                                                        |
| 1940                                           | Ed Oliver                                                                         | États-Unis                                                                        |
| 1941                                           | Sam Snead                                                                         | États-Unis                                                                        |
| 1942                                           | John Dawson (amateur)                                                             | États-Unis                                                                        |
| 1943-1946                                      | Pas de tournoi                                                                    | Pas de tournoi                                                                    |
| 1947                                           | George Fazio Ed Furgol (partagé)                                                  | États-Unis                                                                        |
| 1948                                           | Lloyd Mangrum                                                                     | États-Unis                                                                        |
| 1949                                           | Ben Hogan                                                                         | États-Unis                                                                        |
| 1950                                           | Jack Burke Jr. Dave Douglas Smiley Quick Sam Snead (partagé)                      | États-Unis                                                                        |
| 1951                                           | Byron Nelson                                                                      | États-Unis                                                                        |
| 1952                                           | Jimmy Demaret                                                                     | États-Unis                                                                        |
| Bing Crosby Pro-Am Invitational                |                                                                                   |                                                                                   |
| 1953                                           | Lloyd Mangrum                                                                     | États-Unis                                                                        |
| 1954                                           | E.J. "Dutch" Harrison                                                             | États-Unis                                                                        |
| 1955                                           | Cary Middlecoff                                                                   | États-Unis                                                                        |
| Bing Crosby National Pro-Am Golf Championship  |                                                                                   |                                                                                   |
| 1956                                           | Cary Middlecoff                                                                   | États-Unis                                                                        |
| 1957                                           | Jay Hebert                                                                        | États-Unis                                                                        |
| 1958                                           | Billy Casper                                                                      | États-Unis                                                                        |
| Bing Crosby National Pro-Am                    |                                                                                   |                                                                                   |
| 1959                                           | Art Wall Jr.                                                                      | États-Unis                                                                        |
| 1960                                           | Ken Venturi                                                                       | États-Unis                                                                        |
| 1961                                           | Bob Rosburg                                                                       | États-Unis                                                                        |
| 1962                                           | Doug Ford                                                                         | États-Unis                                                                        |
| 1963                                           | Billy Casper                                                                      | États-Unis                                                                        |
| 1964                                           | Tony Lema                                                                         | États-Unis                                                                        |
| 1965                                           | Bruce Crampton                                                                    | Australie                                                                         |
| 1966                                           | Don Massengale                                                                    | États-Unis                                                                        |
| 1967                                           | Jack Nicklaus                                                                     | États-Unis                                                                        |
| 1968                                           | Johnny Pott                                                                       | États-Unis                                                                        |
| 1969                                           | George Archer                                                                     | États-Unis                                                                        |
| 1970                                           | Bert Yancey                                                                       | États-Unis                                                                        |
| 1971                                           | Tom Shaw                                                                          | États-Unis                                                                        |
| 1972                                           | Jack Nicklaus                                                                     | États-Unis                                                                        |
| 1973                                           | Jack Nicklaus                                                                     | États-Unis                                                                        |
| 1974                                           | Johnny Miller                                                                     | États-Unis                                                                        |
| 1975                                           | Gene Littler                                                                      | États-Unis                                                                        |
| 1976                                           | Ben Crenshaw                                                                      | États-Unis                                                                        |
| 1977                                           | Tom Watson                                                                        | États-Unis                                                                        |
| 1978                                           | Tom Watson                                                                        | États-Unis                                                                        |
| 1979                                           | Lon Hinkle                                                                        | États-Unis                                                                        |
| 1980                                           | George Burns                                                                      | États-Unis                                                                        |
| 1981                                           | John Cook                                                                         | États-Unis                                                                        |
| 1982                                           | Jim Simons                                                                        | États-Unis                                                                        |
| 1983                                           | Tom Kite                                                                          | États-Unis                                                                        |
| 1984                                           | Hale Irwin                                                                        | États-Unis                                                                        |
| 1985                                           | Mark O'Meara                                                                      | États-Unis                                                                        |
| 1986                                           | Fuzzy Zoeller                                                                     | États-Unis                                                                        |
| AT&T Pebble Beach National Pro-Am              |                                                                                   |                                                                                   |
| 1987                                           | Johnny Miller                                                                     | États-Unis                                                                        |
| 1988                                           | Steve Jones                                                                       | États-Unis                                                                        |
| 1989                                           | Mark O'Meara                                                                      | États-Unis                                                                        |
| 1990                                           | Mark O'Meara                                                                      | États-Unis                                                                        |
| 1991                                           | Paul Azinger                                                                      | États-Unis                                                                        |
| 1992                                           | Mark O'Meara                                                                      | États-Unis                                                                        |
| 1993                                           | Brett Ogle                                                                        | Australie                                                                         |
| 1994                                           | Johnny Miller                                                                     | États-Unis                                                                        |
| 1995                                           | Peter Jacobsen                                                                    | États-Unis                                                                        |
| 1996                                           | tournoi non terminé - annulé après 36 trous en raisons des conditions climatiques | tournoi non terminé - annulé après 36 trous en raisons des conditions climatiques |
| 1997                                           | Mark O'Meara                                                                      | États-Unis                                                                        |
| 1998                                           | Phil Mickelson                                                                    | États-Unis*                                                                       |
| 1999                                           | Payne Stewart                                                                     | États-Unis                                                                        |
| 2000                                           | Tiger Woods                                                                       | États-Unis                                                                        |
| 2001                                           | Davis Love III                                                                    | États-Unis                                                                        |
| 2002                                           | Matt Gogel                                                                        | États-Unis                                                                        |
| 2003                                           | Davis Love III                                                                    | États-Unis                                                                        |
| 2004                                           | Vijay Singh                                                                       | Fidji                                                                             |
| 2005                                           | Phil Mickelson                                                                    | États-Unis                                                                        |
| 2006                                           | Arron Oberholser                                                                  | États-Unis                                                                        |
| 2007                                           | Phil Mickelson                                                                    | États-Unis                                                                        |
| 2008                                           | Steve Lowery                                                                      | États-Unis                                                                        |
| 2009                                           | Dustin Johnson                                                                    | États-Unis                                                                        |
| 2010                                           | Dustin Johnson                                                                    | États-Unis                                                                        |
| 2011                                           | D. A. Points                                                                      | États-Unis                                                                        |
| 2012                                           | Phil Mickelson                                                                    | États-Unis                                                                        |
| 2013                                           | Brandt Snedeker                                                                   | États-Unis                                                                        |
| 2014                                           | Jimmy Walker                                                                      | États-Unis                                                                        |
| 2015                                           | Brandt Snedeker                                                                   | États-Unis                                                                        |
| 2016                                           | Vaughn Taylor                                                                     | États-Unis                                                                        |
| 2017                                           | Jordan Spieth                                                                     | États-Unis                                                                        |
| 2018                                           | Ted Potter Jr.                                                                    | États-Unis                                                                        |
| 2019                                           | Phil Mickelson                                                                    | États-Unis                                                                        |
| 2020                                           | Nick Taylor                                                                       | Canada                                                                            |
| 2021                                           | Daniel Berger (en)                                                                | États-Unis                                                                        |
| 2022                                           | Tom Hoge                                                                          | États-Unis                                                                        |
| 2023                                           | Justin Rose                                                                       | Angleterre                                                                        |
| 2024                                           | Wyndham Clark                                                                     | États-Unis                                                                        |
| 2025                                           | Rory McIlroy                                                                      | Irlande du Nord                                                                   |

| Nombre | Golfeur               | Éditions                         |
| ------ | --------------------- | -------------------------------- |
| 5      | Mark O'Meara          | 1985, 1989, 1990, 1992, 1997     |
| 5      | Phil Mickelson        | 1998, 2005, 2007, 2012, 2019     |
| 4      | Sam Snead             | 1937, 1938, 1941, 1950 (partagé) |
| 3      | Jack Nicklaus         | 1967, 1972, 1973                 |
| 3      | Johnny Miller         | 1974, 1987, 1994                 |
| 2      | E.J. "Dutch" Harrison | 1939, 1954                       |
| 2      | Lloyd Mangrum         | 1948, 1953                       |
| 2      | Cary Middlecoff       | 1955, 1956                       |
| 2      | Billy Casper          | 1958, 1963                       |
| 2      | Tom Watson            | 1977, 1978                       |
| 2      | Davis Love III        | 2001, 2003                       |
| 2      | Brandt Snedeker       | 2013, 2015                       |

Le tournoi s'est déroulé en 72 trous sauf :
- en 18 trous en 1937
- en 36 trous de 1938 à 1942 et en 1952
- en 54 trous en 1974, 1981, 1986, 1998 et 1999 en raisons des conditions climatiques

* : le tour final du 54e a été joué en août